# Palatul Sotto Mayor din Lisabona
Palatul Sotto Mayor (în portugheză Palácio Sotto Mayor) este un palat din Lisabona, Portugalia, înregistrat ca monument istoric sub fostul cod IPA PT031106440225. Imobilul este realizat în stil eclectic, cu influențe din arhitectura franceză și cea italiană de la data construcției.

## Istoric
Palatul Sotto Mayor a fost construit pentru Cândido Sotto Mayor (1852-1935), un industriaș portughez, fondator al Băncii Sotto Mayor și cel mai bogat om din Portugalia la acea vreme, pentru a-i servi drept locuință în zona noilor bulevarde care erau realizate în Lisabona la sfârșitul secolului al XIX-lea. Pe amplasamentul actual exista vechea vilă a familiei Mayor, care a fost demolată în 1900 pentru a face loc viitorului palat. Construcția a început în 1902, după un proiect al arhitectului Ezequiel Bandeira, asistat de arhitectul Carlos Alberto Correia Monção.
Lucrarea i-a fost încredințată Cpt.ing. António Rodrigues Nogueira, iar palatul a fost terminat în anul 1906. La realizarea acestuia au colaborat diverși alți artiști și meseriași: ahitecții João António Piloto (proiectul sălii în care se lua masa) și Evaristo Gomes (proiectul vestibulului și camerei de primire a vizitatorilor), pictorii Domingos Pinto, Teixeira Bastos, Ordoñez și Ribeiro Júnior, sculptorul Jorge Neto sau cioplitorul în lemn António Pucche.
Din 1967 palatul nu a mai fost locuit și a început să se degradeze. Pe 29 noiembrie 1988 a fost declarat de Institutul Portughez pentru Patrimoniu Arhitectonic (IPPAR) drept imobil de interes public și inclus în zona specială de protecție a sediului și parcului Fundației Calouste Gulbenkian. După mai mulți ani de neglijare și un incendiu izbucnit în clădire, Consiliul Municipal Lisabona și IPPAR au finalizat și pus în acțiune un plan de restaurare și remodelare a palatului. Planul, conceput de arhitectul Gastão da Cunha Ferreira, a vizat menținerea caracteristicilor fundamentale ale edificiului și includerea lui într-un proiect multifuncțional care a mai cuprins, pe lângă restaurarea propriu-zisă, realizarea unei parcări subterane și a unei clădiri-anexă care include un centru comercial, spații de birouri și un hotel. Începând din anul 2012, 7.000 m2 ai clădirii-anexă sunt ocupați de Virgin Active Health Club, iar palatul propriu-zis găzduiește ambasada Columbiei în Portugalia.